# Circolo anarchico Ponte della Ghisolfa

Pietro Valpreda (a sinistra) e Luciano Lanza (a destra) ad una riunione del Ponte.

Il Circolo anarchico Ponte della Ghisolfa (il Ponte) è uno dei più longevi e attivi circoli anarchici d'Italia.

## Storia
Fondato il 1º maggio 1968, ebbe come animatore ed attivista più conosciuto il ferroviere Giuseppe Pinelli.
Gli anarchici milanesi non ebbero nel secondo dopoguerra, se non per brevi periodi, una sede propria tanto che, generalmente, le loro riunioni erano ospitate da varie organizzazioni, come ad esempio il PSI.
Sin dai suoi primi mesi di vita, il circolo fu inserito nelle lotte operaie e studentesche. In particolare, i primi Comitati unitari di base (CUB) dell'Azienda Trasporti Municipali, organismi di lavoratori che non si riconoscevano nei sindacati perché troppo moderati, si ritrovarono proprio nella sede del "Ponte".
Dopo la strage di Piazza Fontana, il circolo fu protagonista nella campagna a favore della liberazione di Pietro Valpreda, così come in quella volta a dimostrare che la morte di Giuseppe Pinelli, caduto da una finestra della questura di Milano, fosse un omicidio.
Il Ponte della Ghisolfa è attivo ed impegnato in campo antimilitarista, anti-autoritario e per la diffusione di una cultura libertaria e organizza ogni anno iniziative volte a ricordare Giuseppe Pinelli, Pietro Valpreda e tutti gli altri anarchici, ingiustamente accusati per le bombe del 12 dicembre 1969, per non dimenticare la strategia della tensione e per preservare la memoria storica da ogni presunta strumentalizzazione e distorsione istituzionale.